# Lintneria eremitoides
Lintneria eremitoides ist ein Schmetterling (Nachtfalter) aus der Familie der Schwärmer (Sphingidae). Die Art wurde von Tuttle (2007) mit einer Reihe von anderen Arten der Gattung Sphinx in die Gattung Lintneria Butler, 1876 gestellt. Die Art ist nur im zentralen Süden der Vereinigten Staaten verbreitet.

## Merkmale
Die Falter haben eine Vorderflügellänge von 32 bis 45 Millimetern. Die Oberseite der Vorderflügel ist blassgrau mit gelblichem Schimmer. Sie ist mit schwarzen, gewellten Linien und Strichen und zwei unauffälligen, weißen Flecken gemustert. Die Oberseite der Hinterflügel ist blassgrau mit einer weißen Binde, die zwischen zwei schwarzen Binden verläuft. Außerdem befindet sich ein undeutlicher, schwarzer Fleck an der Flügelbasis. Die Grundfarbe der Vorderflügel und der blass braune Medialfleck auf ihnen charakterisieren die Art eindeutig. Die Musterung ist kaum variabel, es gibt jedoch Unterschiede in Kontrast der Farben.
Die Raupen haben in den frühen Stadien einen fleischigen Fortsatz am zweiten Thoraxsegment, der im letzten Stadium durch einen Buckel ersetzt wird. Am Rücken ist dieser Buckel kräftig weiß gefärbt und trägt einen großen schwarzen Fleck. An den Seiten des Körpers haben die Raupen sieben Paare weißer, schräger Streifen, die unterhalb der Stigmen mit einem kurzen, ebenso gefärbten Längsband zusammentreffen. Das Analhorn ist tief schwarz.
Die Puppe ist matt rotbraun gefärbt und hat eine ziemlich glatte Oberfläche. Ihre kurze Rüsselscheide ist frei und liegt dicht am Körper an. Der Kremaster ist basal breit und verjüngt sich zur scharfen Spitze schnell.

## Vorkommen
Die Art ist nur im zentralen Süden der Vereinigten Staaten verbreitet. Sie kommt hauptsächlich in Texas vor, obwohl das Typusexemplar aus Kansas stammt. Es gibt einen Nachweis in Love County in Oklahoma und einen in Clay County im äußersten Westen von Missouri, bei dem es sich wohl um einen Irrgast handelte.
Die Tiere besiedeln Flussufer und die Ränder von steinigem Schwemmland mit Salbeibewuchs.

## Lebensweise
Die Art ist nicht beim Blütenbesuch nachgewiesen und fliegt nur selten Lichtquellen an. Dabei ist aber noch unklar, ob die Art wirklich selten ist, oder nur sehr unzugängliche Lebensräume besiedelt, in denen der Nachweis schwer ist.

### Flug- und Raupenzeiten
Die Falter fliegen in zwei Generationen von April bis Mai und von August bis September.

### Nahrung der Raupen
Die Raupen fressen verschiedene Arten von Salbei (Salvia), wie etwa Salvia azurea.

## Entwicklung
Die Eiablage ist nicht dokumentiert, es wird aber davon ausgegangen, dass die Weibchen die Eier einzeln ablegen. Die Raupen sind nachtaktiv und verstecken sich tagsüber.

## Belege